# Polybahn

Logo

Le Polybahn est un funiculaire qui se situe dans la ville de Zurich en Suisse, il permet de relier l'École polytechnique fédérale de Zurich (EPFZ) depuis la Limmat.
Le funiculaire a été mis en service en 1889, électrifié en 1897 (il fonctionnait comme funiculaire à contrepoids d'eau à l'origine), sauvé in extremis en 1976, année où le funiculaire devint la propriété de la banque suisse UBS. En 1996, le funiculaire a été complètement rénové tout en conservant son style : les nouvelles cabines sont inspirées des anciennes ; elles sont capables de transporter 50 passagers. La voie fait 176 mètres de long pour une dénivellation de 41 mètres, il effectue le parcours en 2 minutes trente à une vitesse de 2,5 m/s (soit 9 km/h).

## Détails
| Puissance            | Machine asynchrone                                                    |
| Écartement des rails | Voie métrique (1000 mm)                                               |
| Longueur             | 176 m                                                                 |
| Dénivellement        | 41 m                                                                  |
| Gradient moyen       | 23 %                                                                  |
| Capacité             | 50 personnes par voiture ou 1200 personnes par heure et par direction |

## Le Polybahn dans la fiction
- Espion, lève-toi